# Zastava Portorika
Zastava Portorika sastoji se od pet vodoravnih crvenih i bijelih linija, te plavim trokutom s bijelom zvijezdom s lijeve strane.